# Vincent De Paul Ahanda
Vincent De Paul Ahanda, né le 24 juin 1918 et mort le 12 septembre 1975, est un homme d'État camerounais originaire de la région du Centre. C'est un haut fonctionnaire des années de règne d'Ahmadou Ahidjo.

## Biographie

### Naissance
Vincent De Paul Ahanda est né le 24 juin 1918 à Ntouessong I dans l'arrondissement de Bikok, département de la Méfou-et-Akono dans le centre.Ses parents sont Nlo Komdo et Edzimbi.

### Études
Vincent De Paul Ahanda commence l'école à la mission catholique de Mvolyé où il obtient son CEPE (certificat d'études primaires et élémentaires) en 1929. Il les poursuit au petit séminaire d'Akono, mais quitte cet établissement en 1934 pour le grand séminaire Saint-Laurent de Mvolyé. C'est un élève indiscipliné qui se fait renvoyer en 1940.

## Carrière
Vincent De Paul Ahanda est recruté dans la fonction publique camerounaise dès son renvoi du grand séminaire de Mvolyé en 1940. Son premier poste est à la Trésorerie et il va l'occuper jusqu'en 1946. Il quitte la Trésorerie en 1954 pour le ministère des Travaux publics. Il devient militant du PDC (Parti des démocrates camerounais) d'André Marie Mbida. Il est élu député de ce parti politique en 1956 à l'Assemblée territoriale du Cameroun (ATCAM). Le 16 mai 1957, Vincent De Paul est nommé ministre de L'Éducation nationale dans le gouvernement d'André-Marie Mbida. Mais ce gouvernement chute le 16 février 1958, car un autre Premier ministre est nommé : Ahmadou Ahidjo. Mais il reste dans l'Assemblée comme député, une Assemblée qui, à la faveur de l'autonomie interne accordée par la France au Cameroun, a été transformée en Assemblée législative du Cameroun (ALCAM). Il quitte son parti, le PDC, et rejoint l'Union camerounaise (UC) d'Ahmadou Ahidjo en 1959. Le Cameroun français obtient son indépendance en janvier 1960.
De janvier 1961 au 14 avril 1962, Vincent De Paul Ahanda est ambassadeur de la république du Cameroun en République fédérale d'Allemagne (RFA),. Le 14 avril 1962, il est nommé ambassadeur extraordinaire et plénipotentiaire de la république fédérale du Cameroun au royaume de Belgique. Le 24 juillet 1962, il est nommé représentant permanent de la république fédérale du Cameroun auprès de la Communauté économique européenne (CEE). 
Le 19 juin 1965, Vincent De Paul Ahanda est nommé Premier ministre, chef de gouvernement de l'État fédéré du Cameroun oriental. Il remplace à ce poste Charles Assalé en place depuis le 14 mai 1960. Il quitte le Premier ministère camerounais le 18 novembre 1965, cinq mois seulement après sa nomination, pour des raisons de santé. Il est remplacé par Simon Pierre Tchoungui qui y restera jusqu'au 2 juin 1972. 
Il est nommé directeur général d'une société d'État : Les Argiles industrielles du Cameroun. 
Vincent De Paul Ahanda quitte la fonction publique camerounaise le 14 août 1973. Il meurt le 12 septembre 1975 en tant que directeur général des Argiles industrielles du Cameroun.